# Арамбулет, Ноэль
Ноэль Арамбулет (исп. Noel Arambulet, родился 18 мая 1974 года в Фальконе, Венесуэла) — венесуэльский боксёр-профессионал, выступавший в минимальной (Minimumweight) весовой категории. Чемпион мира по версии ВБА (WBA) (1999—2000, 2002—2003). Наилучшая позиция в мировом рейтинге: ??-й.

## Результаты боёв
| Бой | Дата | Соперник | Судьи | Место боя | Раундов | Результат | Дополнительно |
| --- | ---- | -------- | ----- | --------- | ------- | --------- | ------------- |
|     |      |          |       |           |         |           |               |
| Бой | Дата | Соперник | Судьи | Место боя | Раундов | Результат | Дополнительно |